# Kreisgericht Elbing
Das Kreisgericht Elbing war ein preußisches Kreisgericht in der damaligen Provinz Preußen mit Sitz in der Stadt Elbing.

## Geschichte
In Bezirk des Kreisgerichts Elbing bestanden bis 1849 das königliche Stadtgericht Elbing sowie viele Patrimonialgerichte.
1849 wurden in Preußen einheitlich Kreisgerichte geschaffen. Hierbei wurde die Patrimonialgerichtsbarkeit abgeschafft und die Patrimonialgerichte wurden aufgehoben. Auch die eingangs genannten Gerichte wurden aufgehoben und es entstand das Königliche Kreisgericht Elbing im Sprengel des Appellationsgerichts Marienwerder. Es war für den Kreis Elbing zuständig.
Das Gericht war Schwurgericht für die Kreisgerichte Elbing und Marienburg. Am Gericht waren 1870 ein Direktor und acht Kreisrichter eingesetzt. 1870 betrug die Zahl der Gerichtseingesessenen 88.854. Gerichtstage wurden in Tolkemit gehalten.
Im Rahmen der Reichsjustizgesetze wurde das Gerichtswesen in Deutschland 1879 vereinheitlicht. Damit wurde das Kreisgericht Elbing aufgehoben und das königlich preußische Amtsgericht Elbing mit Wirkung zum 1. Oktober 1879 als eines von acht Amtsgerichten im Bezirk des Landgerichtes Elbing als Nachfolger gebildet.

## Gerichtsgebäude
Bis zum Jahre 1858 nutzte das Gericht ein Gebäude in der Fleischerstraße. In den Jahren 1856–1858 wurde ein Neubau errichtet und im Herbst 1858 bezogen. Das Gebäude wurde später bis zur Bismarckstraße erweitert und als Amts- und Landgerichtsgebäude genutzt.